# Weed (California)
Weed es una ciudad ubicada en el condado de Siskiyou, en el estado estadounidense de California. Según el censo del año 2009 tenía una población de 2976 habitantes y una densidad poblacional de 237,2 personas por km².

## Geografía
Weed se encuentra ubicada en las coordenadas 41°25′27″N 122°23′4″O / 41.42417, -122.38444. Según la Oficina del Censo, la ciudad tiene un área total de 12.6 km² (4.8 sq mi), de la cual toda es tierra.

## Demografía
Según el censo del año 2000, los ingresos medios por hogar en la localidad eran de $23 333 y los ingresos medios por familia eran $32 197. Los hombres tenían unos ingresos medios de $29.052 frente a los $21 894 para las mujeres. La renta per cápita para la localidad era de $12 434. Alrededor del 17,2 % de las familias y del 23,9 % de la población estaban por debajo del umbral de pobreza.